# أبقراطيات

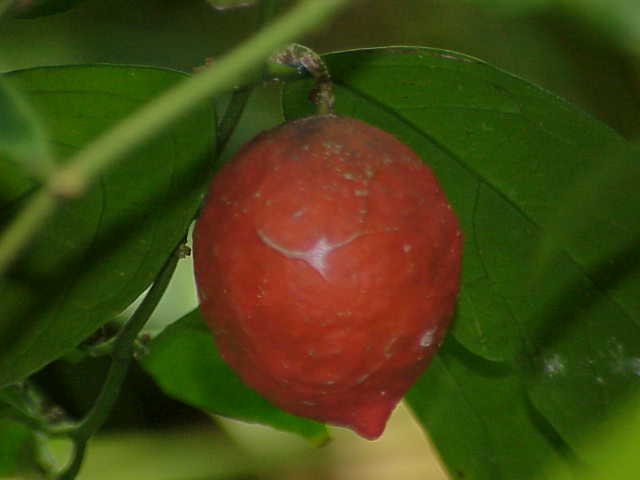
ثمرة السلاسيا اللمباشية وضعت سابقا في فصيلة الأبقراطيات

الأبقراطيات (الاسم العلمي:Hippocrateaceae) هي فصيلة تألفت سابقاً من حوالي 150 نوعاً استوائياً وشبه الاستوائي من الشجيرات والمتعرشات، وهي الآن ضمن الفصيلة الحرابية (الاسم العلمي:Celastraceae). كانت تتألف سابقاً من أجناس التالية:
- الأبقراطية (الاسم العلمي:Hippocratea)
- (الاسم العلمي:Anthodon)
- (الاسم العلمي:Apodostigma)
- (الاسم العلمي:Arnicratea)
- (الاسم العلمي:Baequaertia)
- (الاسم العلمي:Campylostemon)
- (الاسم العلمي:Cheiloclinium)
- (الاسم العلمي:Cuervea
- (الاسم العلمي:Elachyptera)
- (الاسم العلمي:Helictonema)
- (الاسم العلمي:Hylenaea)
- (الاسم العلمي:Loeseneriella)
- (الاسم العلمي:Peritassa)
- (الاسم العلمي:Prionostemma)
- (الاسم العلمي:Pristimera)
- (الاسم العلمي:Reissantia)
- (الاسم العلمي:Salacia)
- (الاسم العلمي:Salacighia)
- (الاسم العلمي:Salaciopsis)
- (الاسم العلمي:Semialarium)
- (الاسم العلمي:Simicratea)
- (الاسم العلمي:Simirestis)
- (الاسم العلمي:Thyrsosalacia)
- (الاسم العلمي:Tontelea)
- (الاسم العلمي:Tristemonanthus)